# أليسيو دي ماورو
أليسيو دي ماورو (بالإيطالية: Alessio di Mauro)‏, هو لاعب كرة مضرب إيطالي, ولد في 9 أغسطس 1977.

## وصلات خارجية
- أليسيو دي ماورو على موقع رابطة محترفي التنس (الإنجليزية)
- أليسيو دي ماورو على موقع الاتحاد الدولي لكرة المضرب (الإنجليزية)
- أليسيو دي ماورو على موقع كأس ديفيز (الإنجليزية)
- أليسيو دي ماورو على موقع خلاصة التنس.كوم (الإنجليزية)

- معلومات عن اللاعب[وصلة مكسورة]